# Lerista kendricki
Lerista kendricki är en ödleart som beskrevs av  Storr 1991. Lerista kendricki ingår i släktet Lerista och familjen skinkar. Inga underarter finns listade i Catalogue of Life.